# فرانك (ألبوم)
فرنك هو أول البوم للفنانة آمي واينهاوس وأصدر في 20 أكتوبر 2003 من قبل آيلاند ريكوردز. يذكر ان البوم فرنك الذي دخل في عام 2004 مسابقة بيلبورد في صنف المبتدئين وأفضل صوت في نفس العام

## روابط خارجية
- فرانك على موقع ميتاكريتيك (الإنجليزية)
- فرانك على موقع أول موفي (الإنجليزية)